# Nycteribia progressa
Nycteribia progressa är en tvåvingeart som först beskrevs av Frederick Arthur Godfrey Muir 1912.  Nycteribia progressa ingår i släktet Nycteribia och familjen lusflugor. Inga underarter finns listade i Catalogue of Life.